# Гарнизонно стрелбище
Гарнизонното стрелбище е музейна експозиция на политическото и националното помирение, филиал на Музея за история на София. Сградата е построена през 1932 г. като част от бившите казарми (днес това е част от Южния Парк) и разполага с три тунела за обучение по стрелба на войниците. В нея се е помещавал и гарнизонният арест. В периода 1941-1944 г. тук са изпълнени смъртните присъди на 55 души, осъдени по действащия тогава Закон за защита на държавата. Сред тях са:
- Владимир Заимов – на 1 юни 1942 г.
- Никола Вапцаров, Антон Иванов, Антон Попов, Петър Богданов, Георги Минчев, Атанас Романов – на 23 юли 1942 г.
- Александър Пеев (Боевой), Емил Попов и Иван Владков – на 22 ноември 1943 г.

От 1958 г. стрелбището е обявено за исторически паметник на културата от национално значение. През 1969 г. се превръща в „Мемориал Гарнизонно стрелбище“. През 1999 г. по инициатива на Столична община се извършва консервация, реставрация и адаптация на културно-историческия ансамбъл и се създава музейна експозиция, посветена на националното помирение.